# Tom Ford (projektant mody)
Tom Ford, właśc. Thomas Carlyle Ford (ur. 27 sierpnia 1961 w Austin) – amerykański projektant mody, reżyser i scenarzysta filmowy.

## Życiorys

### Młodość
Urodził się w Austin w stanie Teksas jako syn pośredniczki Shirley Burton (z domu Shirley Ann Thrasher) i Thomasa Davida Forda. Spędził wczesną młodość na przedmieściach Houston w Teksasie, w San Marcos, poza Austin. Gdy miał 11 lat, jego rodzina przeniosła się do Santa Fe. Uczęszczał do St. Michael’s High School, a później przeniósł się do Santa Fe Preparatory School, którą ukończył w 1979 roku.
W wieku 16 lat rozpoczął naukę w Bard College at Simon’s Rock. Mając 17 lat przeniósł się do Nowego Jorku, gdzie rozpoczął studia na kierunku historia sztuki na New York University. Szybko z nich zrezygnował, zaczął występować w telewizyjnych reklamach.
Rozpoczął studia na wydziale architektury wnętrz w The New School. W 1986 ukończył wydział projektowania w nowojorskiej Parsons School of Design. Podczas pobytu w Nowym Jorku często odwiedzał Studio 54, gdzie zdał sobie sprawę, że jest gejem. Nowojorskie kluby ery disco wywarły znaczny wpływ na jego późniejsze projekty. W czasie ostatniego roku studiów w New School, Ford spędził półtora roku w Paryżu, gdzie pracował jako stażysta w biurze prasowym domu mody Chloé, który stał się z czasem jego inspiracją.

### Kariera
Projektowaniem mody zajął się w pierwszej połowie lat 80. W latach 1990–2004 został zatrudniony przez dom mody Gucci, gdzie w 1992 pełnił funkcję dyrektora działu stylistów, a w 1994 był dyrektorem kreatywnym. Funkcję tę pełnił do 2004 roku. W latach 1999–2004 był również dyrektorem kreatywnym domu mody Yves Saint Laurent. Potem projektował pod własnym szyldem.
W 2009 roku nakręcił swój debiutancki film fabularny, Samotnego mężczyznę z Colinem Firthem w roli tytułowej. Obraz zrealizowano na podstawie powieści Christophera Isherwooda. Film opowiada historię Brytyjczyka George’a Falconera, profesora uniwersytetu i geja, żyjącego w południowej Kalifornii w 1962.

## Życie prywatne
W 1986 związał się z dziennikarzem Richardem Buckleyem, z którym w 2014, po 27 latach życia w związku, wziął ślub. Zaadoptowali syna Alexandra Johna „Jacka” Buckleya Forda (ur. 23 września 2012). Richard Buckley zmarł 19 września 2021 roku w wieku 72 lat po długiej chorobie.

## Nagrody i nominacje
| Rok  | Nagroda                                                                             | Kategoria                                                   | Rezultat  |
| ---- | ----------------------------------------------------------------------------------- | ----------------------------------------------------------- | --------- |
| 1995 | International Award                                                                 | Council of Fashion Designers of America, Inc. (CFDA)        | Wygrana   |
| 1997 | Nagroda magazynu „People”                                                           | Lista 50 najpiękniejszych ludzi                             | Wygrana   |
| 1999 | Style Icon Award                                                                    | „Elle” Style Award (Wielka Brytania)                        | Wygrana   |
| 2000 | VH1/„Vogue” Award                                                                   | Najlepszy międzynarodowy projektant                         | Wygrana   |
| 2000 | Fashion Editors Club of Japan Award                                                 | –                                                           | Wygrana   |
| 2000 | GQ                                                                                  | Międzynarodowy człowiek roku                                | Wygrana   |
| 2000 | Superstar Award                                                                     | Fashion Group International                                 | Wygrana   |
| 2001 | CFDA                                                                                | Projektant mody kobiecej roku                               | Wygrana   |
| 2001 | Nagroda magazynu „Time”                                                             | Najlepszy projektant mody                                   | Wygrana   |
| 2001 | Nagroda magazynu „GQ” (USA)                                                         | Projektant roku                                             | Wygrana   |
| 2002 | CFDA                                                                                | Projektant akcesoriów roku dla Yves'a Saint Laurent         | Wygrana   |
| 2003 | Nagroda za projektowanie mody – Cooper-Hewitt Design Museum’s National Design Award | –                                                           | Wygrana   |
| 2004 | CFDA                                                                                | Specjalne uznanie zarządu                                   | Wygrana   |
| 2004 | Rodeo Drive Walk of Style Award                                                     | –                                                           | Wygrana   |
| 2004 | International Best Dressed List                                                     | Hall of Fame                                                | Wygrana   |
| 2005 | André Leon Talley Lifetime Achievement Award                                        | Savannah College of Art & Design                            | Wygrana   |
| 2006 | Accessory Brand Launch – Accessories Council Excellence (ACE) Award                 | –                                                           | Wygrana   |
| 2007 | GLAAD Media Awards                                                                  | Victor Russo Award                                          | Wygrana   |
| 2007 | Daily News Record                                                                   | Osobowość roku                                              | Wygrana   |
| 2008 | CFDA                                                                                | Projektant roku konfekcji męskiej                           | Wygrana   |
| 2009 | 66. MFF w Wenecji                                                                   | Złoty Lew za film Samotny mężczyzna                         | Nominacja |
| 2009 | 66. MFF w Wenecji                                                                   | Queerowy Lew za film Samotny mężczyzna                      | Wygrana   |
| 2009 | Critics Choice Award                                                                | Najlepszy scenariusz – Samotny mężczyzna                    | Nominacja |
| 2009 | Independent Spirit Awards                                                           | Najlepszy pierwszy scenariusz – Samotny mężczyzna           | Nominacja |
| 2009 | Independent Spirit Awards                                                           | Najlepszy debiut – Samotny mężczyzna                        | Nominacja |
| 2009 | Nagroda magazynu „GQ”                                                               | Uznany za jednego z mężczyzn roku Stanów Zjednoczonych      | Wygrana   |
| 2009 | Nagroda magazynu „GQ” (Niemcy)                                                      | Człowiek roku                                               | Wygrana   |
| 2010 | GLAAD Media Awards                                                                  | Najlepszy film szeroko rozpowszechniony – Samotny mężczyzna | Wygrana   |
| 2010 | CFDA                                                                                | Projektant roku konfekcji męskiej                           | Nominacja |
| 2012 | Nagroda magazynu „Time”                                                             | Jedna ze 100 ikon mody                                      | Wygrana   |
| 2013 | Nagroda dziennika „The Guardian”                                                    | Jeden z 50 najlepiej ubranych                               | Wygrana   |
| 2014 | CFDA                                                                                | Geoffrey Beene Lifetime Achievement Award                   | Wygrana   |
| 2015 | CFDA                                                                                | Projektant roku konfekcji męskiej                           | Wygrana   |
| 2015 | Nagroda magazynu „GQ” (Wielka Brytania)                                             | Uznany za jednego z mężczyzn roku Wielkiej Brytanii         | Wygrana   |
| 2016 | 73. MFF w Wenecji                                                                   | Nagroda jury za Zwierzęta nocy (Nocturnal Animals)          | Wygrana   |
| 2016 | Satellite Auteur Award                                                              | –                                                           | Wygrana   |

## Filmografia
- 2005: Zoolander – obsada aktorska
- 2005: Nowy, lepszy świat (The Great New Wonderful) jako pan Jeffers – obsada aktorska
- 2008: Valentino: Ostatni cesarz wielkiej mody (Valentino: The Last Emperor) – obsada aktorska
- 2009: Samotny mężczyzna – reżyser, producent, scenarzysta
- 2016: Zwierzęta nocy (Nocturnal Animals) – reżyser, producent, scenarzysta